# ドライラン (テロリズム)
テロリズムにおけるドライラン（英語: dry run）とは、実行しようとしているテロ計画が成功するかどうかを判断するために、実際のテロ行為の前に行われる攻撃を伴わない行為のことである。ドライランはテロ攻撃のリハーサルの一部であり、多くの場合、それはテロ攻撃の直前の前兆である。ドライランでは、攻撃に使用する武器やその他のアイテムを密輸しようとして保安検査場・検問所などのセキュリティチェックポイントで気づかれないかどうか、実際のテロ攻撃中に起こるであろう行動に対しセキュリティ担当者がどう反応するかなど確認する。
ドライランはテロ攻撃の計画段階における中核と考えられている。ドライランによって、テロ集団は計画の問題点を洗い出し、不測の障害を発見し、また、実行犯の技術を洗練させる。計画を万全のものにするために、ドライランが複数回行われることもある。

## 兆候
以下は、ドライランが行われている可能性のある疑わしい兆候である。
- 場違いな格好をしている。
- 車両の中で座り込んで、理由もなく運転士の操作を観察している。
- 明確な理由もなく、または違法に写真やビデオを撮影する。
- 警察無線を傍受し、通報に対する応答時間を観察する。
- 交通の流れや信号が変わるタイミングを見るために地図を作成する。
- 施設の運営に関する内部情報を知ろうとする。
- 荷物などを放置する。

## 著名なドライランの例
- 2004年、シリアのミュージシャンのグループがノースウエスト航空327便に搭乗した。その便に乗っていたアメリカ人ジャーナリストアニー・ジェイコブセン（英語版）が、その男たちが機内で奇妙な行動をしており、他の何人かの乗客もそれに気づいていたとする記事を公表した。ヤコブセンは、彼らの行動がドライランの兆候と一致していたと述べた。FBIなどの捜査当局は、テロの脅威はなかったと結論付けた[8]。
- 2006年、イギリス当局は、電子機器で着火できる過酸化物を使って爆弾を作ろうとした人物がドライランを行っていたことを見破った。これにより、航空機への液体物の持ち込みが国際的に制限されることになった[9]。
- 捜査当局は、アルカーイダのイエメン支部が貨物機爆弾テロ計画（英語版）に備えて、2010年に貨物機に搭載させた貨物を使ってドライランを行っていた可能性があるとみている[10]。